# P. U. Chitra
Palakkeezhil Unnikrishnan Chitra (* 9. Juni 1995 in Palakkad, Kerala) ist eine indische Leichtathletin, die sich auf den Mittelstreckenlauf spezialisiert hat.

## Sportliche Laufbahn
Erste internationale Erfahrungen sammelte P. U. Chitra bei den Südasienspielen 2016 in Guwahati, bei denen sie die Goldmedaille über 1500 Meter gewann. Im Jahr darauf wurde sie bei den Asienmeisterschaften im heimischen Bhubaneswar Kontinentalmeisterin und erhielt damit eigentlich ein Freilos für die Weltmeisterschaften in London, bei denen sie aber nicht an den Start gehen durfte. Anfang September gewann sie bei Asian Indoor & Martial Arts Games in Aşgabat in 4:27,77 min ebenfalls die Goldmedaille vor den beiden Kirgisinnen Gulschanoi Satarowa und Arina Kleschtschukowa. 2018 nahm sie erstmals an den Asienspielen in Jakarta teil und gewann dort in 4:12,56 min die Bronzemedaille hinter den beiden für Bahrain startenden Äthiopierinnen Kalkidan Gezahegne und Tigist Gashaw. Im Jahr darauf verteidigte sie bei den Asienmeisterschaften in Doha in 4:15,56 min ihren Titel und erhielt damit ein Freilos für die Weltmeisterschaften ebendort im Oktober, bei denen sie mit neuer Bestleistung von 4:11,10 min im Vorlauf ausschied. Kurz darauf gewann sie bei den Südasienspielen in Kathmandu in 4:35,46 min die Bronzemedaille hinter U. K. Nilani Rathnayaka aus Sri Lanka und ihrer Landsfrau K. M. Chanda und belegte über 800 Meter in 2:13,13 min Rang fünf.
2018 und 2019 wurde Chitra indische Meisterin im 1500-Meter-Lauf sowie 2019 auch über 800 Meter. Sie absolvierte ein Studium am VTB College in Pallakad.

## Klage gegen den Indischen Leichtathletikverband
2017 reichte Chitra eine Klage beim Kerala High Court gegen den Indischen Leichtathletikverband (AFI) gegen ihre Nichtberücksichtigung für die Weltmeisterschaften in London ein. Sie hätte eigentlich wegen des Asientitels ein Freilos für die Meisterschaften innegehabt. Das Gericht gab der Athletin recht und zwang den Verband Raghavan zu nominieren, jedoch war die Nominierungsfrist bereits abgelaufen und der Weltleichtathletikverband untersagte ihr einen Start.

## Bestleistungen
- 800 Meter: 2:02,96 min, 28. August 2019 in Lucknow
- 1500 Meter: 4:11,10 min, 2. Oktober 2019 in Doha
  - 1500 Meter (Halle): 4:27,77 min, 19. September 2017 in Aşgabat